# Tiszavárkony
Tiszavárkony là một thị trấn thuộc hạt Jász-Nagykun-Szolnok, Hungary. Thị trấn này có diện tích 35,62 km², dân số năm 2010 là 1563 người, mật độ 44 người/km².